# Västra Hamngatan
A Västra Hamngatan – literalmente Rua Oeste do Porto -  é uma rua do centro histórico da cidade de Gotemburgo, na Suécia.

Tem 330 m de extensão, começando na praça Lilla torget/rua Södra Hamngatan e terminando em Grönsakstorget/Sahlgrensgatan.
É uma rua movimentada ladeada por restaurantes, cafés e lojas.
- Antikhallarna (galeria com antiguidades, selos e moedas)
- Elite Plaza Hotel (hotel)
- Sveahuset (edifício em estilo renascença do séc.XIX)
- Catedral de Gotemburgo

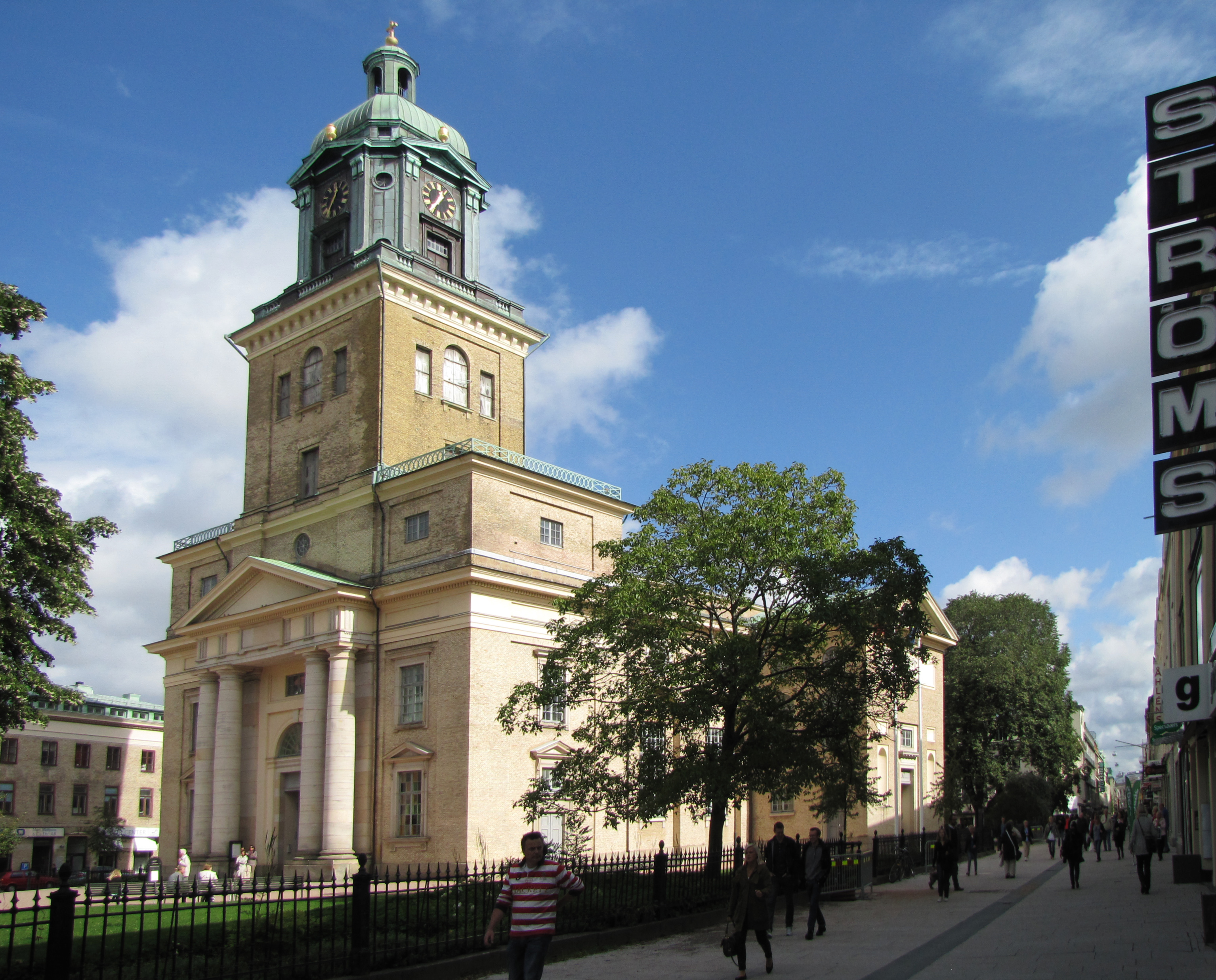
A Catedral de Gotemburgo
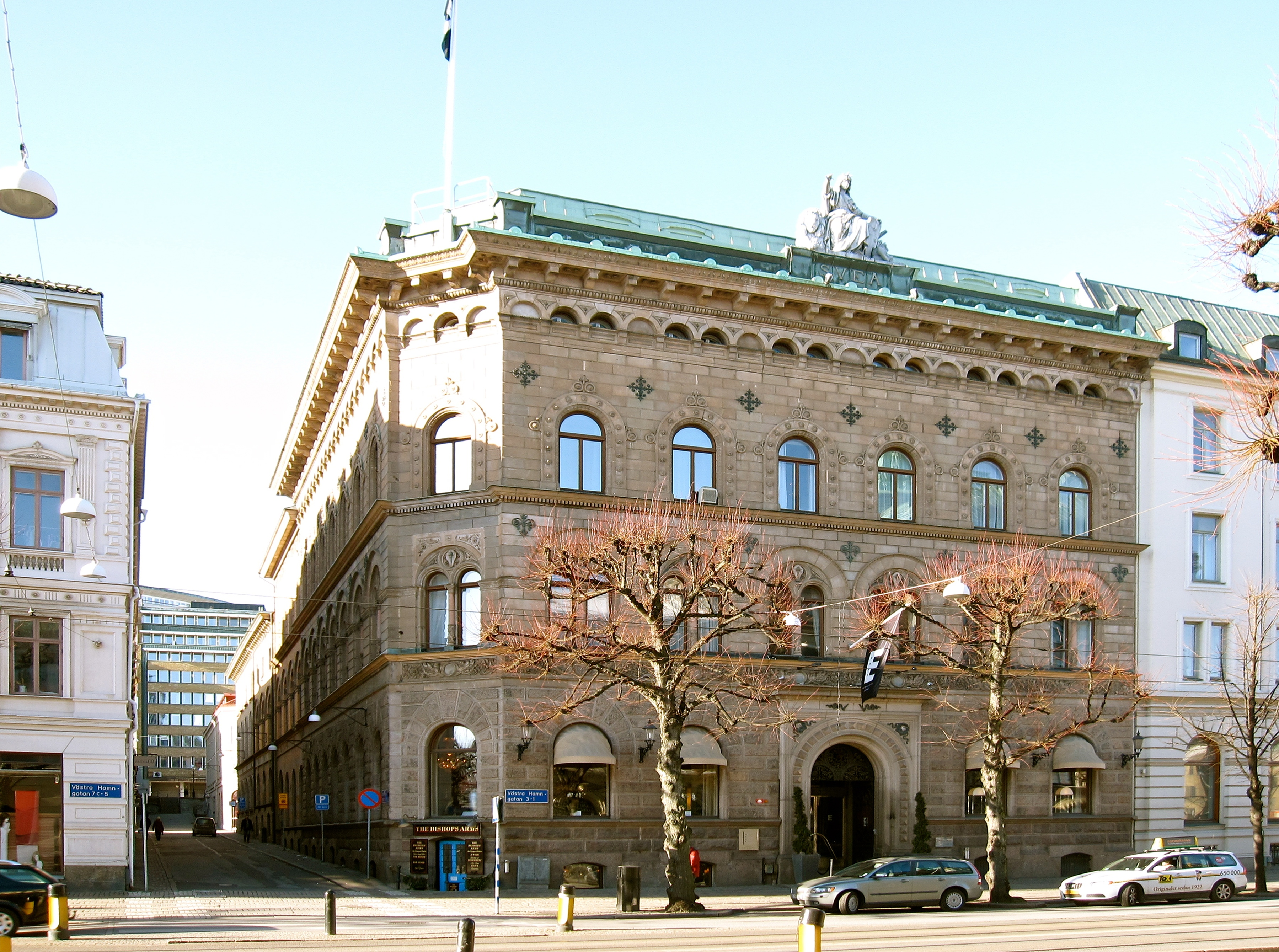
O Hotel Elite Plaza Hotel
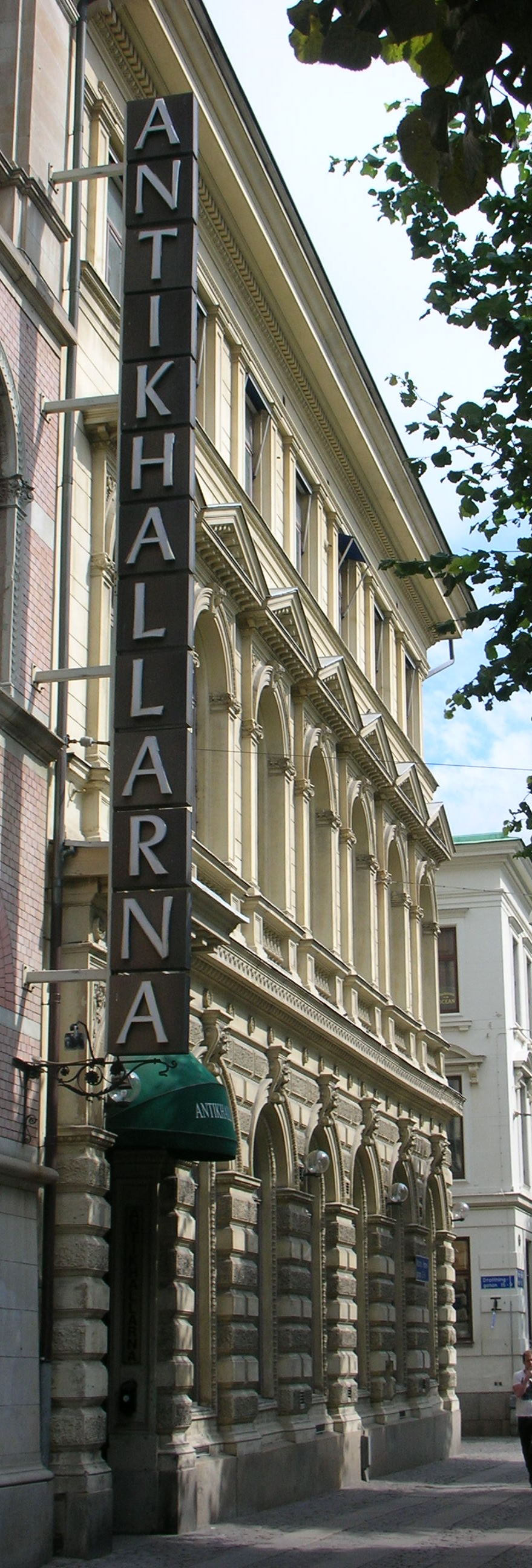
Antikhallarna
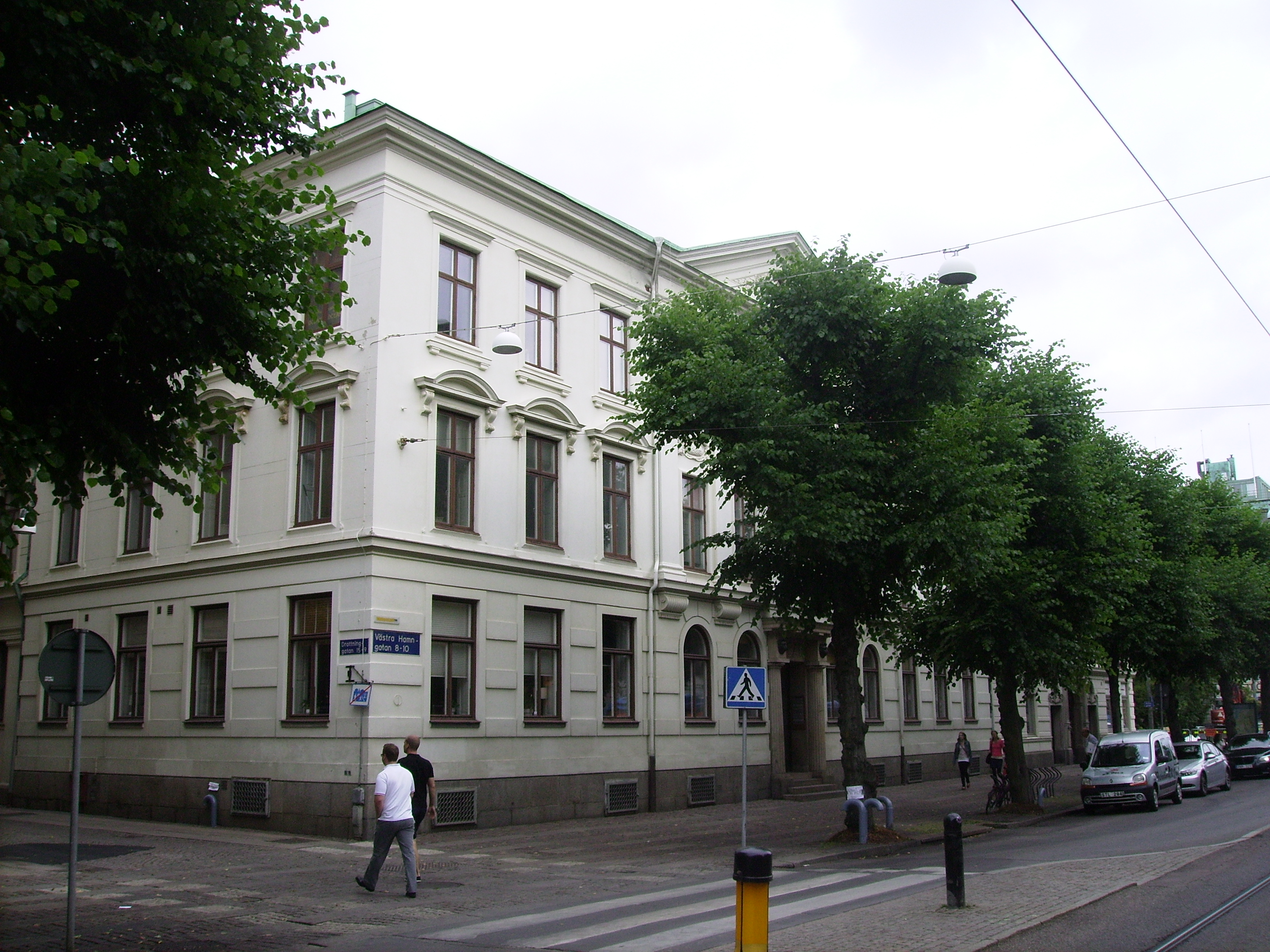
Ocean
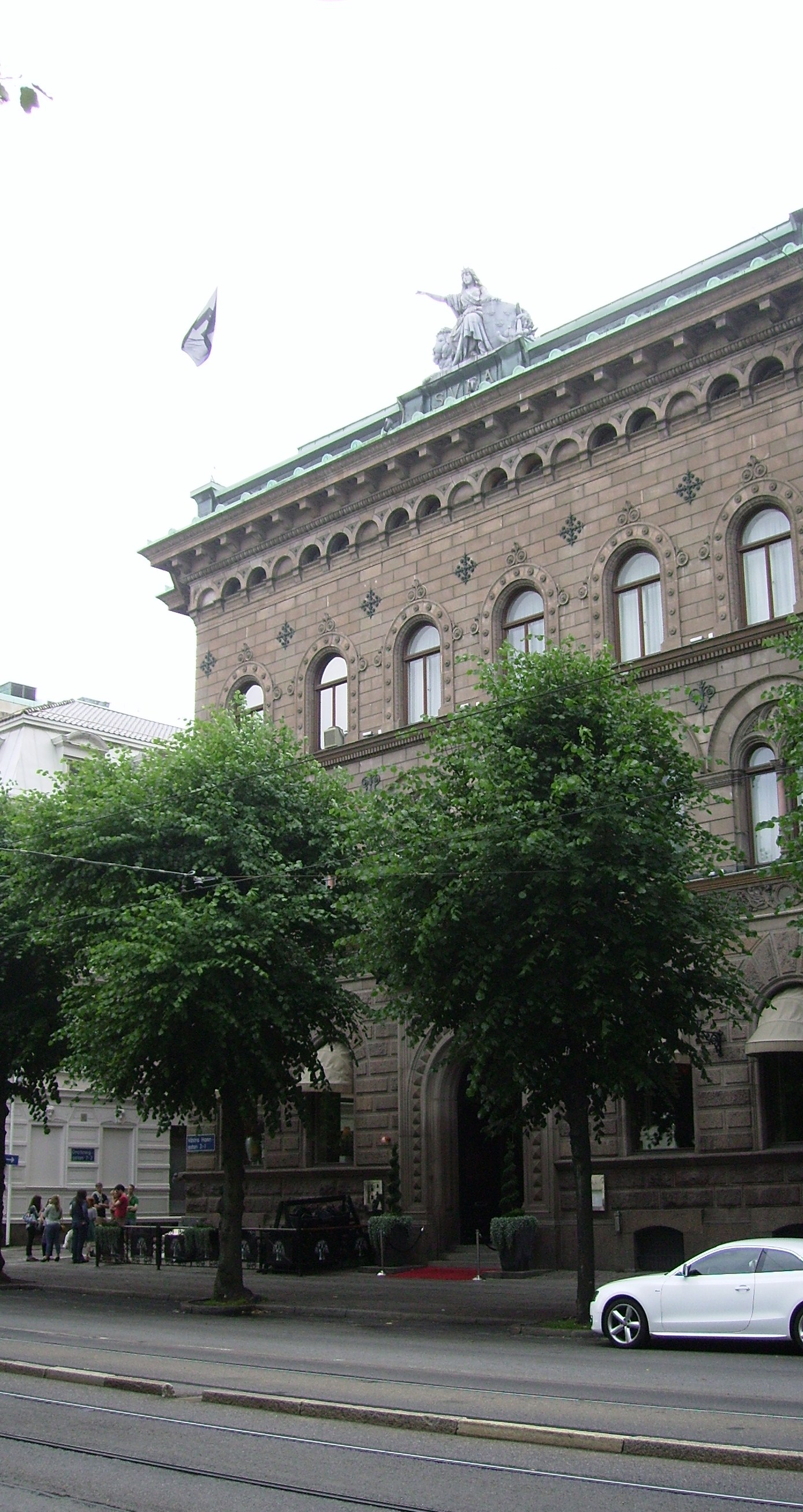
Nornan